# 諾貝特·貢博斯
諾貝特·貢博斯（1990年8月13日—）是一位斯洛伐克網球運動員，也代表斯洛伐克參加戴維斯盃的賽事。他迄今為止最高的ATP排名是103位，是在2015年5月25日創下的。